# Oeneis umbra
Oeneis umbra är en fjärilsart som beskrevs av Otto Staudinger 1892. Oeneis umbra ingår i släktet Oeneis och familjen praktfjärilar. Inga underarter finns listade i Catalogue of Life.